# Das Versprechen (1994)
Das Versprechen ist ein deutscher Spielfilm aus dem Jahr 1994.

## Handlung
Der Film beginnt im Berlin des Jahres 1961. Im Sommer wurde die Mauer gebaut und im Herbst versuchen fünf Jugendliche von Ost- nach West-Berlin zu fliehen. Sophie, Monika, Max und Wolfgang gelingt die Flucht. Sophies Freund Konrad bleibt zurück und wird verhaftet. Sophie organisiert daraufhin einen weiteren Fluchtversuch für Konrad, doch auch dieser misslingt. Konrad bleibt im Osten und muss seinen Dienst bei den Grenztruppen der DDR antreten.
Im Sommer 1968 ist Konrad Student und darf mit Professor Lorenz zu einer Tagung nach Prag reisen. Sophie nutzt die Möglichkeit, um Konrad wiederzusehen. Konrad soll seine Doktorarbeit in Prag schreiben und Sophie entschließt sich, für diese Zeit ebenfalls dorthin zu ziehen. Doch der Traum vom Zusammensein zerplatzt, als am 20. August 1968 Truppen des Warschauer Pakts den Prager Frühling beenden. Konrad und Sophie kehren in das geteilte Berlin zurück, wieder getrennt durch die Mauer. Schließlich entschließt sich Sophie, die von Konrad schwanger ist, nach Ost-Berlin zu reisen. Sie will nun endgültig mit Konrad zusammen sein und einen Antrag auf Wiedereinbürgerung stellen. Doch Konrad ist dagegen. Er hat die Möglichkeit für einen Lehrauftrag nach Stockholm auszureisen und will dann nach West-Berlin zu Sophie kommen. Doch wieder wird nichts aus Plänen der jungen Leute. Konrad wird das Visum nach Schweden verweigert. Sophie beschließt nun, Konrad nicht mehr wiederzusehen.
Zwölf Jahre später ist Konrad mittlerweile Nachfolger von Professor Lorenz, verheiratet und Vater einer Tochter. Als er nach West-Berlin kommt, nimmt er Kontakt mit Sophie auf. Erstmals sieht er seinen Sohn Alexander und es gelingt ihm anschließend eine Genehmigung zu bekommen, dass Alexander ihn in Ost-Berlin regelmäßig besuchen darf. Als jedoch der Ehemann von Konrads Schwester Barbara aufgrund von Protesten zum Jubiläum des Mauerbaus verhaftet, nach West-Berlin abgeschoben und bei seinem Versuch, die Grenzanlage zu überwinden, durch eine explodierende Mine getötet wird, wird auch Konrad die Besuchserlaubnis für seinen Sohn wieder entzogen. Erst am 9. November 1989, als die Mauer fällt, sehen sich Vater und Sohn wieder. Alexander informiert seine Mutter Sophie vom Mauerfall und macht sich auf in den Osten. Sophie trifft die beiden, als sie gemeinsam über die Grenze kommen.

## Hintergrund
Der Film wurde auf der Berlinale 1995 am 9. Februar 1995 welturaufgeführt. Am 16. Februar 1995 kam der Film in die deutschen Kinos.

## Kritiken
„Ein eindringlich gespieltes ‚politisches Melodram‘, das das Scheitern einer Liebe mit einer zeitgeschichtlichen Bestandsaufnahme des geteilten Deutschlands verbindet. In einigen Szenen zwar übertrieben konstruiert und gelegentlich vereinfachend in seinen allzu griffigen Geschichtsbildern, beeindruckt der Film insgesamt aber durch sein Bemühen, über die Gefühle der Menschen zu vermitteln, wie sehr sich politische und private Ereignisse durchdringen.“

## Auszeichnungen
Meret Becker wurde 1995 für ihre darstellerische Leistung mit dem Bayerischen Filmpreis ausgezeichnet. Margarethe von Trotta erhielt den Preis für die beste Regie. Im selben Jahr wurden Becker und Corinna Harfouch für den Deutschen Filmpreis nominiert.